# Selección de fútbol sub-17 de Tanzania
La selección de fútbol sub-17 de Tanzania es el equipo que representa al país en el Mundial Sub-17, en el Campeonato Africano Sub-17 y en el Campeonato Sub-17 de la CECAFA; y es controlado por la Federación Tanzana de Fútbol.

## Participaciones

### Mundial sub-17
| Año                         | Fase         | Posición     | PJ           | PG           | PE           | PP           | GF           | GC           |
| --------------------------- | ------------ | ------------ | ------------ | ------------ | ------------ | ------------ | ------------ | ------------ |
| China 1985                  | No clasificó | No clasificó | No clasificó | No clasificó | No clasificó | No clasificó | No clasificó | No clasificó |
| Canadá 1987                 | No clasificó | No clasificó | No clasificó | No clasificó | No clasificó | No clasificó | No clasificó | No clasificó |
| Escocia 1989                | No clasificó | No clasificó | No clasificó | No clasificó | No clasificó | No clasificó | No clasificó | No clasificó |
| Italia 1991                 | No clasificó | No clasificó | No clasificó | No clasificó | No clasificó | No clasificó | No clasificó | No clasificó |
| Japón 1993                  | No clasificó | No clasificó | No clasificó | No clasificó | No clasificó | No clasificó | No clasificó | No clasificó |
| Ecuador 1995                | No clasificó | No clasificó | No clasificó | No clasificó | No clasificó | No clasificó | No clasificó | No clasificó |
| Egipto 1997                 | No clasificó | No clasificó | No clasificó | No clasificó | No clasificó | No clasificó | No clasificó | No clasificó |
| Nueva Zelanda 1999          | No clasificó | No clasificó | No clasificó | No clasificó | No clasificó | No clasificó | No clasificó | No clasificó |
| Trinidad y Tobago 2001      | No clasificó | No clasificó | No clasificó | No clasificó | No clasificó | No clasificó | No clasificó | No clasificó |
| Finlandia 2003              | No clasificó | No clasificó | No clasificó | No clasificó | No clasificó | No clasificó | No clasificó | No clasificó |
| Perú 2005                   | No clasificó | No clasificó | No clasificó | No clasificó | No clasificó | No clasificó | No clasificó | No clasificó |
| Corea del Sur 2007          | No clasificó | No clasificó | No clasificó | No clasificó | No clasificó | No clasificó | No clasificó | No clasificó |
| Nigeria 2009                | No clasificó | No clasificó | No clasificó | No clasificó | No clasificó | No clasificó | No clasificó | No clasificó |
| México 2011                 | No clasificó | No clasificó | No clasificó | No clasificó | No clasificó | No clasificó | No clasificó | No clasificó |
| Emiratos Árabes Unidos 2013 | No clasificó | No clasificó | No clasificó | No clasificó | No clasificó | No clasificó | No clasificó | No clasificó |
| Chile 2015                  | No clasificó | No clasificó | No clasificó | No clasificó | No clasificó | No clasificó | No clasificó | No clasificó |
| India 2017                  | No clasificó | No clasificó | No clasificó | No clasificó | No clasificó | No clasificó | No clasificó | No clasificó |
| Brasil 2019                 | No clasificó | No clasificó | No clasificó | No clasificó | No clasificó | No clasificó | No clasificó | No clasificó |
| Indonesia 2023              | No clasificó | No clasificó | No clasificó | No clasificó | No clasificó | No clasificó | No clasificó | No clasificó |
| Total                       | 0/19         | 0º           | 0            | 0            | 0            | 0            | 0            | 0            |

### Campeonato Africano Sub-17
| CAF U-17 Championship | CAF U-17 Championship | CAF U-17 Championship | CAF U-17 Championship | CAF U-17 Championship | CAF U-17 Championship | CAF U-17 Championship | CAF U-17 Championship |
| Año                   | Ronda                 | J                     | G                     | E                     | P                     | GF                    | GC                    |
| --------------------- | --------------------- | --------------------- | --------------------- | --------------------- | --------------------- | --------------------- | --------------------- |
| 1995                  | No clasificó          | No clasificó          | No clasificó          | No clasificó          | No clasificó          | No clasificó          | No clasificó          |
| 1997                  | No participó          | No participó          | No participó          | No participó          | No participó          | No participó          | No participó          |
| 1999                  | Abandonó el torneo    | Abandonó el torneo    | Abandonó el torneo    | Abandonó el torneo    | Abandonó el torneo    | Abandonó el torneo    | Abandonó el torneo    |
| 2001                  | No clasificó          | No clasificó          | No clasificó          | No clasificó          | No clasificó          | No clasificó          | No clasificó          |
| 2003                  | No clasificó          | No clasificó          | No clasificó          | No clasificó          | No clasificó          | No clasificó          | No clasificó          |
| 2005                  | Descalificado         | Descalificado         | Descalificado         | Descalificado         | Descalificado         | Descalificado         | Descalificado         |
| 2007                  | No participó          | No participó          | No participó          | No participó          | No participó          | No participó          | No participó          |
| 2009                  | Abandonó el torneo    | Abandonó el torneo    | Abandonó el torneo    | Abandonó el torneo    | Abandonó el torneo    | Abandonó el torneo    | Abandonó el torneo    |
| 2011                  | Abandonó el torneo    | Abandonó el torneo    | Abandonó el torneo    | Abandonó el torneo    | Abandonó el torneo    | Abandonó el torneo    | Abandonó el torneo    |
| 2013                  | No clasificó          | No clasificó          | No clasificó          | No clasificó          | No clasificó          | No clasificó          | No clasificó          |
| 2015                  | No clasificó          | No clasificó          | No clasificó          | No clasificó          | No clasificó          | No clasificó          | No clasificó          |
| 2017                  | Primera fase          | 3                     | 1                     | 1                     | 1                     | 2                     | 2                     |
| 2019                  | Primera fase          | 3                     | 0                     | 0                     | 3                     | 6                     | 12                    |
| 2023                  | No clasificó          | No clasificó          | No clasificó          | No clasificó          | No clasificó          | No clasificó          | No clasificó          |
| Total                 | 2/14                  | 6                     | 1                     | 1                     | 4                     | 8                     | 14                    |

### Campeonato Sub-17 de la CECAFA
| Año   | Ronda          | J  | G  | E | P | GF | GC |
| ----- | -------------- | -- | -- | - | - | -- | -- |
| 2007  | Fase de grupos | 3  | 0  | 1 | 2 | 4  | 9  |
| 2009  | 3º Lugar       | 6  | 4  | 1 | 1 | 8  | 5  |
| 2018  | Campeón        | 4  | 3  | 1 | 0 | 11 | 2  |
| 2019  | 3º Lugar       | 5  | 4  | 0 | 1 | 14 | 6  |
| 2020  | Subcampeón     | 4  | 2  | 1 | 1 | 6  | 6  |
| Total | 5/5            | 21 | 13 | 4 | 4 | 42 | 27 |